# Xiran Jay Zhao
Xiran Jay Zhao is een in China geboren Canadese auteur, internetpersoonlijkheid en cosplayer. Diens debuutroman, Iron Widow, werd een  New York Times bestseller en won in 2021 de BSFA Award voor beste boek voor jongere lezers. In 2023 maakte Zhao bekend dat het boek verfilmd gaat worden.

## Jeugd
Zhao emigreerde vanuit een kleine stad in China naar Vancouver en is een eerste generatie Hui immigrant. In diens jeugd verzon Zhao wel verhalen, maar zette die niet op papier totdat die op 15-jarige leeftijd daartoe werd aangemoedigd op een anime-conventie. Zhao studeerde in 2020 af in de gezondheidswetenschappen met een focus op biochemisch onderzoek aan de Simon Fraser Universiteit. 

## Carrière
In maart 2020 tekende Zhao een boekdeal van twee boeken met Penguin Teen Canada voor een mecha voor jonge volwassenen (YA) die de opkomst van de Chinese keizerin Wu opnieuw verbeeldt. Rock the Boat, verwierf de Britse rechten in mei 2021. Zhao beschreef de serie als een "monsterlijke samensmelting van mijn liefde voor anime en mijn liefde voor Chinese haremdrama's ". Het eerste deel in de serie, Iron Widow, verscheen in september 2021 en bereikte de eerste plek in de categorie Young Adult Hardcover van de New York Times Best Seller-lijst. Het tweede deel in de serie, Iron Widow 2: Heavenly Tyrant, staat gepland voor release in april 2024.
In september 2020 ging Zhao viral, eerst op Twitter gevolgd door diens eerste YouTube-video, vanwege de geuitte kritiek op Disney's live-action Mulan- remake en de culturele onnauwkeurigheden ervan. CBC News benadrukte in augustus 2021 de impact van BookTok op de verkoop van fictie voor jonge volwassenen. De CBC journalist Jessica Singer schreef dat "boeken als Iron Widow van de Canadese auteur Xiran Jay Zhao al online aan populariteit winnen, zelfs vóór de releasedatum van het boek ". Kara Savoy, de marketingdirecteur van Penguin Random House Canada, vertelde aan Singer dat "toen Xiran een paar weken geleden een unboxing-video op TikTok maakte van diens nog onuitgebrachte boeken de voorverkoopcijfers in de VS die week met 600 procent stegen".
Begin 2021 haalde Zhao hun tweede boekdeal binnen voor Zachary Ying and the Dragon Emperor, een moderne fantasie  Het werd uitgebracht op 10 mei 2022. De roman kwam binnen op # 4 op de New York Times Best Seller-lijst in de categorie Children's Middle Grade Hardcover; het bleef twee weken op de lijst staan. Alec Scott, voor The Globe and Mail, vergeleek Zachary Ying met Zhao's Iron Widow en merkte op dat "de twee boeken spreken over Zhao's obsessies - zowel met anime, de visuele verhalen die populair zijn geworden in Japan dat wereldwijd is gegaan, als met de Chinese geschiedenis en mythologie. In beide romans wordt het mythische verleden vertaald naar de toekomst. Ondanks al hun verschillen, redden de romans wat waardevol is voor Zhao in de Chinese geschiedenis en mythe, en projecteren ze het naar voren - het creëren van artistieke daden van culturele hertoe-eigening ".

## Hugo award controversie
In januari 2024 bleek Zhao gediskwalificeerd te zijn voor een Hugo Award ondanks dat het boek genomineerd was. 